# Mitracarpus bahorucanus
Mitracarpus bahorucanus là một loài thực vật có hoa trong họ Thiến thảo. Loài này được Zanoni mô tả khoa học đầu tiên năm 1989.